# Sepé Tiaraju
Sepé Tiaraju (São Luiz Gonzaga, circa 1723 — São Gabriel, 7 de fevereiro de 1756) foi um guerreiro indígena brasileiro, da etnia guarani, considerado santo popular e declarado "herói guarani missioneiro rio-grandense" por lei. Protogaúcho, chefe e guerreiro indígena dos Sete Povos das Missões, liderou uma rebelião contra o Tratado de Madrid, sendo considerado mártir desta causa.
Sepé é historicamente conhecido por ter resistido aos ataques militares espanhóis e portugueses do período colonial. A região em que estavam localizadas as comunidades indígenas Guaranis pertencentes aos Sete Povos das Missões, que ocupavam uma enorme área que abrangia parte do sul do Brasil e do norte da Argentina, próxima à fronteira com Paraguai, no Sul do Brasil. Os episódios de resistência liderados por Sepé Tiaraju desencadearam novos movimentos de luta indígena após a sua morte, em 2 de fevereiro de 1756, durante uma batalha com os espanhóis. As lutas que levaram Sepé Tiaraju e seu povo à resistência foram desencadeadas pela tentativa de desocupação de territórios dos Sete Povos das Missões, objetivo definido pelo Tratado de Madrid.
A luta liderada pelo guerreiro contou com o apoio de alguns missionários jesuítas, como Padre Altamirano e Padre Balda, que estavam na região com a missão de catequizar os índios a mando da metrópole. O apoio de padres e figuras religiosas é ressaltado nos documentos e obras que relatam a vida de Sepé Tiaraju. Na época, os jesuítas estavam, em sua maioria, contra as lutas indígenas, ao contrário do que acontece com a resistência liderada por Sepé.
A história de Sepé Tiaraju tornou-se tema literário. Entre as obras é considerada a mais importante "Romance dos Sete Povos das Missões", de 1975, de Alcy Cheuiche, que retrata a vida do guerreiro indígena brasileiro, cuja figura permanece na história do povo rio grandense como um ícone heroico que fez parte da formação da identidade e do território do Rio Grande do Sul.
Em 19 de abril de 2006 a cidade de São Luiz Gonzaga, Missões, RS, Brasil, prestou uma homenagem ao líder Sepé Tiaraju inaugurando uma escultura em sua homenagem, e em 8 de dezembro de 2015, através da lei municipal nº 5.550, denominou o prédio sede da Prefeitura de "Paço Municipal Sepé Tiaraju".
Foi declarado servo de Deus pela Igreja Católica em 2018, quando foi iniciado seu processo de beatificação.

## Registros e história

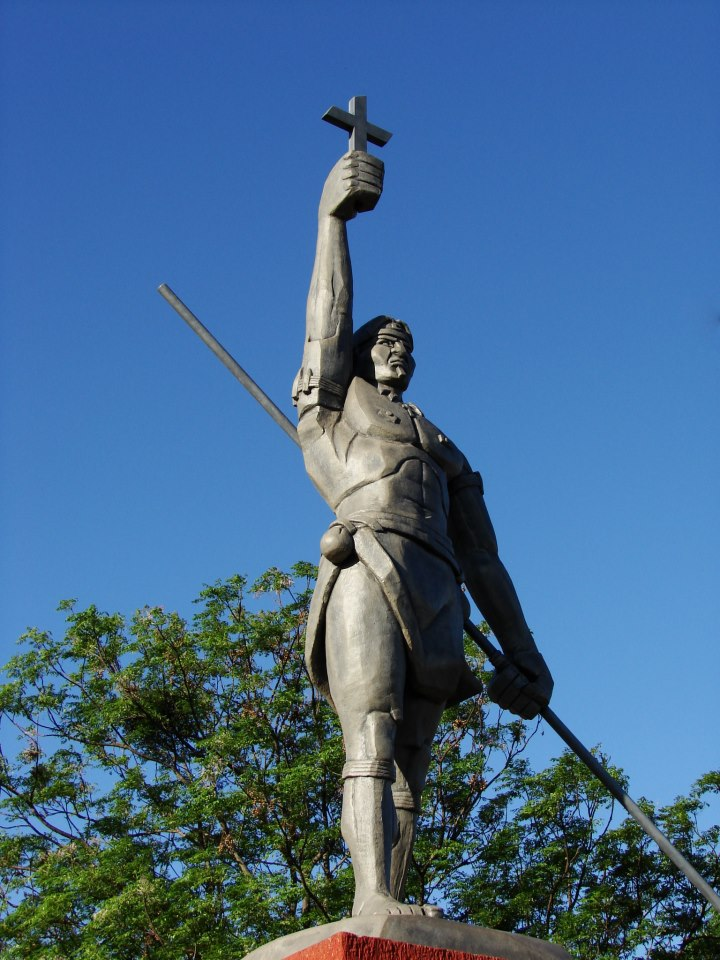
Escultura Sepé Tiaraju São Luizense e Missioneiro

Os registros que permitem a documentação da história de Sepé Tiaraju provêm, em sua maioria, de documentações primárias feitas por militares envolvidos na missão determinada pelo Tratado de Madrid em desocupar a região dos Sete Povos das Missões. O Tratado de Madrid aconteceu no contexto de Missões de catequização designadas pelos portugueses e espanhóis na chamada Missão Platina, também chamada de Missão dos Trinta Povos das Missões, durante os séculos XVI e XVII. Os colonizadores pretendiam implementar a educação cristã em diferentes territórios com população indígena: Rio Grande do Sul, Paraná, Argentina, Uruguai e Paraguai.
Os principais registros sobre a história do guerreiro riograndense provêm também de padres jesuítas que viviam com os índios em suas aldeias com o objetivo de imersão e conversão ao catolicismo. Além dos relatos estrangeiros, a oralidade presente na cultura indígena fez com que a história e os feitos de Sepé Tiaraju fossem repassados por aldeias centenárias. De acordo com tais relatos, historiadores estimam que Sepé Tiaraju tenha nascido entre a segunda e a terceira década do século XVIII.
A história construída a partir de tais registros conta que Sepé Tiaraju nasceu em uma aldeia que foi devastada pelos homens brancos. Na ocasião Sepé fica órfão e é acolhido pelos índios Guaranis. A trajetória de Sepé entre os Guaranis assinala uma formação militar e espírito de proteção da terra. Motivo que mais tarde o leva à morte  no dia dois de fevereiro de 1756 chamado batalha de Caiboaté.
Sepé Tiaraju foi sucedido por outros líderes como Nicolau Nhenguiru, entretanto os líderes não seguiram os planos mais defensivos e planejados de Sepé e acabaram morrendo em novas batalhas.

## Etimologia
Os registros feitos pelos jesuítas apresentavam Sepé Tiaraju com a denominação de Joseph Tyarayu, a grafia dada ao nome pelo espanhóis. A tradução deste nome para os portugueses seria José Tiaraju. Já entre os povos Guaranis era conhecido por diferentes nomenclaturas: Cacique Sepé, Capitão, Alferes Real e Corregedor do Povo de São Miguel e Província Jesuítica do Paraguai. Estes são registros citados pelo autor Tau Golin que escreveu uma das mais recentes obras em livro sobre Sepé Tiaraju. Sepé foi batizado como José Tyarayu ou Tiararu, porém a reprodução do nome pelos invasores espanhóis e portugueses fez com que fosse alterado para Tiaraju. Entre os índios era chamado somente de Sepé, apesar de ter sido encontrado registrado em algumas formas: Çape, Seepé, Zepe, Sapé, ou Cepe. Estudiosos propõem algumas possibilidade de significado para o nome: Sape ou Çape é o nome de uma gramínea muito comum no Rio Grande do Sul, a planta é chamada também de Capim Santa-Fé. Esta espécie é utilizada para recuperação de terras após secas e queimadas, por isso é representativa de um sinal de esperança e luz. Outro possível significado atribuído ao nome Sepé Tiaraju seria o de "chefe" e "sábio", como ele significou para os povos indígenas Guaranis.

## Guerra e morte

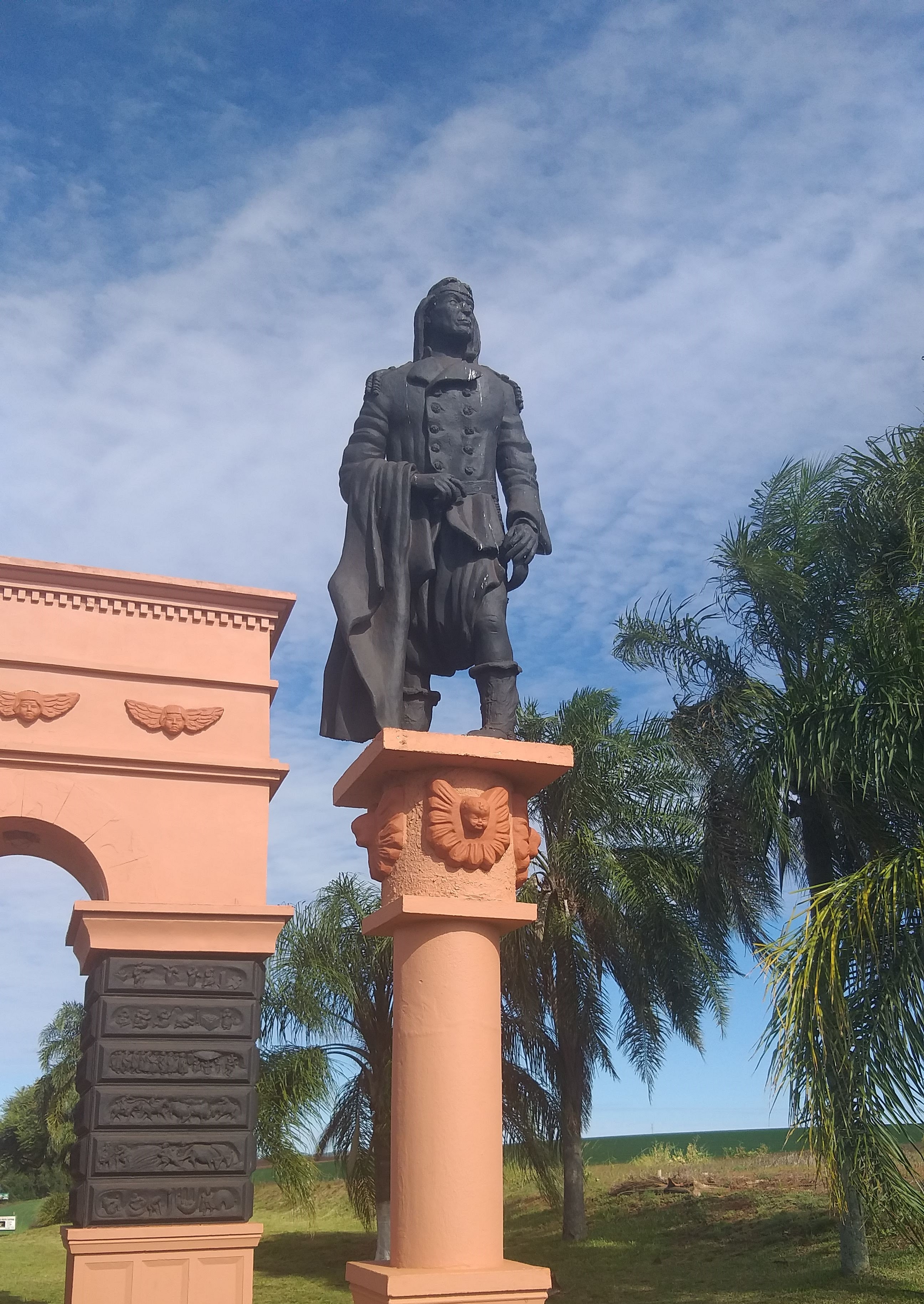
Estátua de Sepé situada junto ao pórtico de São Miguel das Missões.

Um dos principais episódios da vida de Sepé Tiaraju é a chamada Guerra Guaranítica, na qual Sepé liderou índios guaranis na resistência contra a desocupação dos Sete Povos das Missões que os espanhóis pretendiam. A Guerra Guaranítica durou de 1753 a 1756, ano da morte de Sepé Tiaraju. O combate entre espanhóis e índios guaranis foi motivada pelo Tratado de Madrid, em que a metrópole espanhola determinou junto a Portugal que a Colônia do Sacramento (pertencente a Portugal) seria cedida aos espanhóis em troca do território dos Sete Povos das Missões. Nessa região os povos indígenas guaranis mantinham extensa criação de gado. Eles resistiram à tentativa de ocupação dando início à guerra e enfrentando exércitos espanhol e português, que aconteceu e sucedidas batalhas.
Em 1756 índios liderados por Sepé se preparam para um encontro com as tropas espanholas à caminho na entrada da cidade Rio Pardo (atual São Gabriel). A principal frase atribuída a Sepé foi dita na ocasião da chegada dos espanhóis: "Essa terra tem dono". Na ocasião cerca de 1 500 índios guaranis morreram, entre eles Sepé Tiaraju que morreu em 7 de fevereiro de 1756. Os povos indígenas da região dos Sete Povos das Missões eram cerca de 30 à 50 mil pessoas. A batalha que culminou na morte de muitos índios e de Sepé Tiaraju ficou conhecida como Batalha de Caiboaté. Sepé foi criado como líder e treinado pelos guerreiros Guaranis, entretanto, o advento das Missões Jesuíticas, que incluíam a região de Rio Pardo (São Gabriel), onde vivia Sepé, introduziram novas configurações de forma abrupta às comunidades indígenas e gerou insatisfação das aldeias. As missões se encarregavam de implementar nas aldeias Guaranis casas coletivas, centro administrativos hispânicos, expulsão de Pajés que eram substituídos por líderes jesuítas, e o estudo religioso com fim de conversão. Além disso, alteravam a divisão das propriedades e dos trabalhos entre os indígenas.
Em 1750 foi estabelecido o Tratado de Madrid entre portugueses e espanhóis. O tratado determinou que Portugal iria ceder a região da Colônia do Sacramento – atual Uruguai – à Espanha, em troca da cessão do território dos Sete Povos das Missões. A tentativa de desocupação implicava com que cerca de 50 mil indígenas fossem expulsos de suas propriedades e deslocados para outro território espanhol. Os indígenas não aceitaram a proposta e tiveram o apoio de padres jesuítas da Companhia de Jesus. A região era rica em gado e foi disputada em armas. Espanhóis e portugueses se juntaram na luta contra os índios Guaranis.
As batalhas realizadas contaram com o apoio de padres como Padre Altamirano - que mais tarde foge- e Padre Balda, que se junta ao grupo indígena em marcha que faziam em São Borja, outra região dos Sete Povos das Missões, para demostrar resistência às invasões espanholas. Em 1756, o episódio da Batalha de Caiboaté ficou conhecido como uma das piores derrotas dos índios, com 1 500 mortos. Na ocasião um grupo de índios liderados por Sepé Tiaraju esperavam pela chegada de tropas espanholas na entrada do povoado de Rio Pardo. Os índios foram surpreendidos por um ataque militar espanhol, entre os mortos estava Sepé Tiaraju. Nesta batalha Sepé disse uma frase que é hoje reconhecida historicamente e atribuída a sua figura: "Esta terra tem dono".

## Legado

### Sepé para os gaúchos

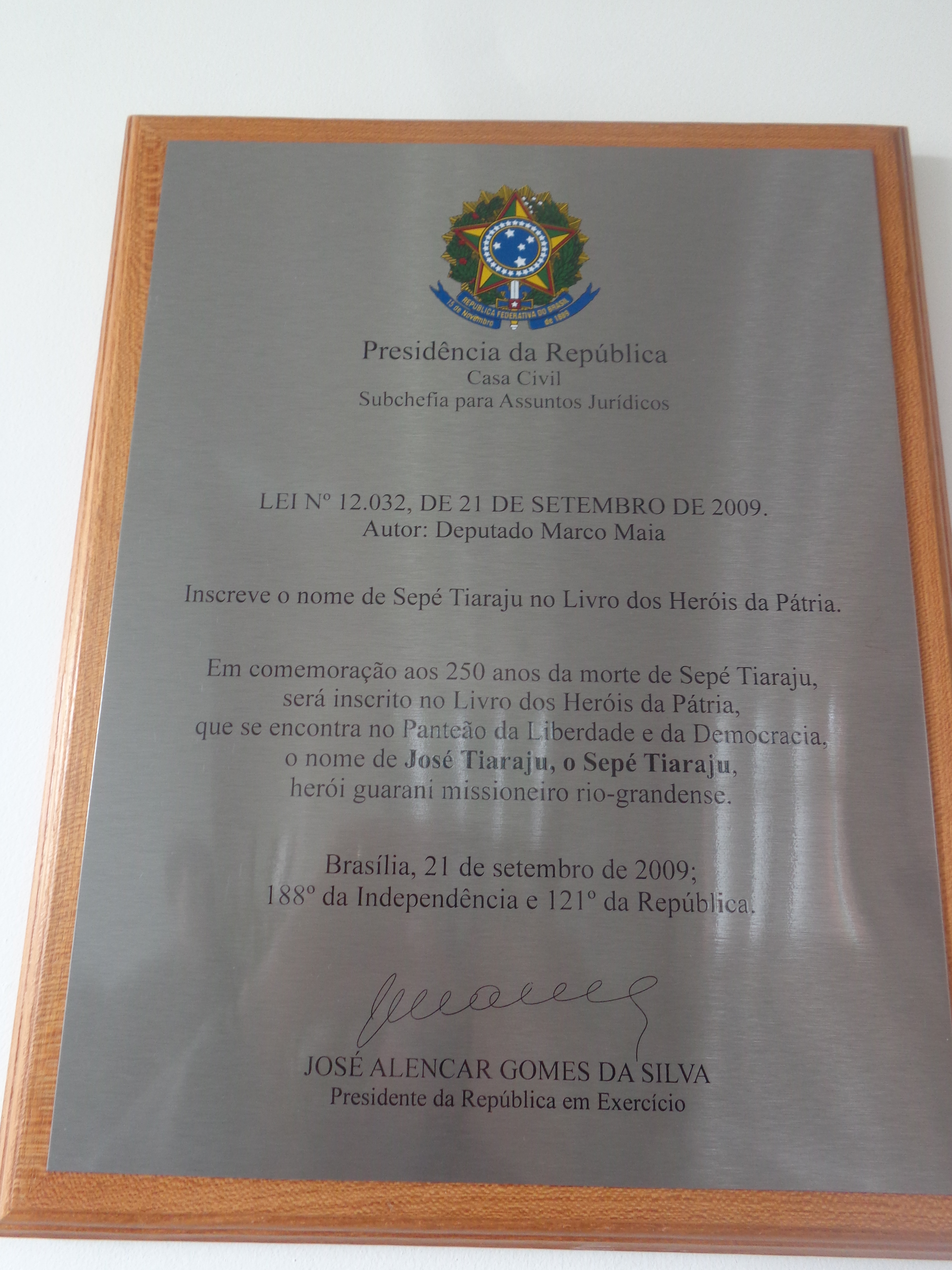
Placa comemorativa à inscrição de Sepé Tiaraju no Livro dos Heróis da Pátria

Sepé ficou conhecido entre o povo rio grandense como herói da resistência. É na batalha de sua morte que o atual território do Rio Grande do Sul é tomado e cedido a Portugal, o que permitiu que mais tarde o território se tornasse pertencente ao Brasil. O valor da figura de Sepé Tiaraju na história do Rio Grande do Sul está representado na exaltação que se faz ao herói como motivo de mudanças sociais importantes para o Estado, e também para a bravura e resistência de Sepé. A expressão “esta terra tem dono” faz menção ao grito de Sepé e relembra a coragem e resistência dos gaúchos. Os Centros de Tradições Gaúchas conhecidos como CTGs têm documentos e homenagens a Sepé Tiaraju. Há também músicas, poesias, monumentos, exploração turística – turistas seguem pelo Caminho das Missões, conhecido como um guia concebido pelo herói. Sepé Tiaraju foi oficialmente registrado como herói gaúcho e como símbolo nativo. O mês de fevereiro é considerado o mês em homenagem a Sepé pelo imaginário popular.
A atual região de São Gabriel, onde viveu Sepé, tornou-se local de marchas do Movimento dos Sem Terra em 2003, uma delas recebeu o nome de Sepé Tiaraju. Ele foi representado como símbolo dos excluídos e resistentes, o slogan da marcha foi a frase de Sepé Tiaraju: "esta terra tem dono".
Em fevereiro de 2006 uma grande programação celebrou 250 anos da morte de Sepé Tiaraju na cidade de São Gabriel. As comemorações começaram em junho de 2005 e foram organizadas pelo Comitê do Ano de Sepé Tiaraju. No dia 4 de fevereiro de 2006 no Parque Farroupilha de São Gabriel começou a celebração oficial com, em média, 5 000 pessoas. Do dia 4 de fevereiro em frente, grupos indígenas das regiões sul e centro do Brasil, e outros do Paraguai e Argentina se juntaram para falar sobre Sepé Tiaraju, debater a sua história e seu legado trazendo suas ações para o presente como inspiração aos grupos de luta atuais. Se juntaram ao debate também os grupos: entidades da Via Campesina, Acampamento da Juventude e cavaleiros.

### São Sepé
A Batalha de Caiboté em que Sepé Tiaraju foi morto pelos militares espanhóis dá origem a uma lenda que diz que Sepé Tiaraju subiu aos céus, pois seu corpo não foi encontrado. A lenda fez a figura de Sepé ficar conhecida como um Santo, São Sepé, principalmente entre os rio grandenses, entretanto, a Igreja Católica não reconhece a história nem a figura de São Sepé. Há um projeto de canonização de Sepé Tiaraju e consequente reconhecimento da figura de São Sepé. A proposta é comandada por Antônio Cecchin, irmão marista e presidente do Comitê do ano de Sepé Tiaraju nos anos 2005 e 2006. Entretanto o processo de canonização divide opiniões dentro da Igreja Católica, principalmente devido às incertezas que se confundem com mitos na biografia do herói. A diocese de Bagé, porém, obteve autorização de começar o processo de canonização.

### Sepé Tiaraju na literatura
Sepé Tiaraju é tema de algumas obras literárias em diferentes períodos:
- Poema O Uraguai, de Basílio da Gama, 1769. Uma das primeiras obras literárias que tratou da trajetória de Sepé Tiaraju.
- O Lunar de Sepé, de João Simões Lopes Neto, 1913. Obra responsável pela popularização da história de Sepé Tiaraju.
- O tempo e o vento (O Continente), de Erico Verissimo, 1949. A obra romanceia o surgimento da figura heroica de Sepé Tiaraju entre os indígenas dos Sete Povos das Missões e os padres jesuítas da então Província de São Pedro, hoje estado do Rio Grande do Sul.
- Sepé Tiaraju: Romance dos Sete Povos das Missões, de Alcy Cheuiche,1975. Romance que consagrou a figura de Sepé como guerreiro e representante do povo rio grandense.[3]
- Sepe Tiaraju, de Tau Golin, 1985. Uma das obras mais recentes sobre Sepé Tiaraju.
- Esta Terra Tem Dono, Esta Terra é Nossa: a saga do índio missioneiro Sepé Tiaraju, de Roberto Jung Rossi, 2005. Obra que aborda a divisão dos territórios nacionais a partir da história de Sepé Tiaraju.
- O Tempo e o Vento, de Érico Veríssimo, 1949. Romance cujo ponto de partida é a chegada de uma mulher grávida na colônia dos jesuítas e índios nas Missões. Esta mulher dará à luz o índio Pedro Missioneiro, que, depois de presenciar as lutas de Sepé Tiaraju através de visões e de ver os portugueses e espanhóis dizimarem as Missões Jesuíticas, conhecerá Ana Terra, filha dos paulistas de Sorocaba.

### Sepé Tiaraju nas histórias em quadrinhos
- Em 1945, Rodolpho Iltzche adaptou a história de Sepé em uma tira publicada no Suplemento Juvenil.[14]
- No início da década de 1960, o quadrinista Flávio Colin ilustrou a história de Sepé para a CETPA (Cooperativa Editora e de Trabalho de Porto Alegre),[15] criada por Leonel Brizola, então governador do Rio Grande do Sul, a CETPA funcionaria não só como editora, como também atuaria como syndicate, distribuindo tiras de artistas brasileiros.[16] Sepé foi publicado como uma revista em quadrinhos de única edição e como tira de jornal.[17]
- Em 1979, Flávio Colin retoma o personagem na revista Especial de Quadrinhos - Sertão e Pampas da editora Grafipar de Curitiba, com roteiros de Luiz Rettamozo.[17][18][19]
- Em 1988, foi publicado o álbum Sepé Tiaraju - Historias das Ruínas de São Miguel, baseado no romance de Alcy Cheuiche, com desenhos de José Melgar.[17]
- Em 2010, a Câmara dos Deputados publica a revista Sepé Tiaraju – O índio, o homem, o herói, com roteiro de Luiz Gatto, desenhos de Plínio Quartim, arte-final de final com Bruno Primo e Pedro Ernesto e cores de Mateus Zanon; além de ser distribuída gratuitamente em escolas e bibliotecas, a revista foi disponibilizada para download no site da Câmara dos Deputados.[20][21]
- Em 2012, a editora Cortez publicou Sete Povos das Missões, escrita e desenhada por Walter Vetillo.[17]
- Em 2016, Clayton Cardoso publicou Sepé Tiaraju, a Saga de um Herói, escrita e desenhada por ele, com consultoria do historiador Mário Simon.[22]